# Qadar
Qadar (arabisch قدر ‚Zumessung, Maß, Menge‘) ist ein Begriff aus dem Vokabular des Korans, der in den mittelalterlichen islamischen Diskussionen über den Freien Willen und die Prädestination eine zentrale Rolle spielte. Er wird häufig mit den Wörtern Vorsehung, Schicksal oder Vorherbestimmung übersetzt, allerdings bezeichnet er vor allem einen Akt der quantitativen Festlegung. Al-Dschurdschānī definierte Qadar in seinem Kitāb at-Taʿrīfāt als „die Verbundenheit des essentiellen Willens mit den Dingen in ihren spezifischen Zeiten und die Bindung einer jeden Situation der Individuen an eine bestimmte Zeit und Ursache“. Umstritten war die Frage, ob auch Menschen ein eigenes Vermögen zum Qadar besitzen. Diejenigen, die dem Menschen ein solches Vermögen zuschrieben, wurden Qadariten genannt.

## Im Koran
Der Begriff Qadar erscheint an zwölf Stellen im Koran (Sure 2:236, Sure 13:17, Sure 15:21, Sure 20:40, Sure 23:18, Sure 33:38, Sure 42:27, Sure 43:11, 54:49, Sure 77:22). So richtet zum Beispiel an einer Stelle aus frühmekkanischer Zeit Gott die folgenden Worte an die Menschen: „Schufen wir euch nicht aus verächtlichem Wasser und brachten es dann zu einem sicheren Platz in einem festgesetzten Maß (qadar maʿlūm)?“ (Sure 77:22, Übers. H. Bobzin). Und an einer Stelle aus mittelmekkanischer Zeit heißt es: „Wir haben alles in einem (begrenzten) Maß (qadar) erschaffen“ (Sure 54:49, Übers. R. Paret). Qadar bezeichnet im Koran auch einen von Gott festgelegten Zeitpunkt. So erinnert zum Beispiel Gott in Sure 20 seinen Propheten Mose mit folgenden Worten an seinen Lebensweg: „Dann verweiltest Du (viele) Jahre bei den Leuten von Madjan. Hierauf kamst du, Mose, zu einer festgesetzten Zeit (ʿalā qadarin)“ (Sure 20:40, Übers. Paret). Auch das zugehörige Verb qadara, yaqdiru wird in diesem quantitativen Sinne im Koran verwendet. So heißt es in Sure 13:26: „Gott teilt (yaqdiru) die Lebensgüter (rizq) reichlich zu, an wen er will.“
Für die politisch-theologische Diskussion war die Stelle von Sure 33 besonders bedeutsam, an der die von Mohammeds Umgebung kritisierte Eheschließung mit Zainab bint Dschahsch mit dem Qadar-Begriff gerechtfertigt wird. Gottes Befehl dazu sei qadar maqdūr (Sure 33:38). Paret übersetzt den Passus mit „Was Gott befiehlt, hat Maß und Ziel“, Bobzin mit „Gottes Befehl ist verhängtes Geschick“.

## In der islamischen Theologie

### Frühe Diskussionen
Diskussionen über den Qadar kamen schon in der Umayyadenzeit auf. Ibn Qutaiba behauptete, dass der erste, der das Qadar-Problem erörterte, Maʿbad al-Dschuhanī (st. 703) gewesen sei, allerdings sind von ihm keine bestimmten Aussagen zu diesem Thema überliefert. Auch das al-Hasan al-Basrī (st. 728) zugeschriebene Sendschreiben zum Qadar ist nach dem heutigen Stand der Forschung nicht authentisch.
Allerdings überliefert Ibn Qutaiba eine Anekdote, der zufolge die Umayyaden ihre Unrechtstaten mit dem Qadar Gottes rechtfertigten und al-Hasan diese Auffassung empört zurückwies:

„Sie fragten: ‚Oh Abū Saʿīd (d.i. al-Ḥasan), diese Fürsten haben das Blut von Muslimen vergossen und eignen sich ihre Güter an; sie tun (verschiedenerlei) und sagen: Unsere Taten geschehen nur gemäß Gottes Bestimmung (qadar).‘ Al-Ḥasan erwiderte: ‚Die Feinde Gottes lügen.‘“

Offensichtlich bekam al-Hasan wegen dieser Aussage politische Schwierigkeiten, denn ein späterer Traditionarier, Ayyūb as-Sichtiyānī, wird mit den Worten zitiert: „Ich tadelte al-Hasan immer wieder wegen der Qadar-Frage, so dass ich ihm Angst vor den Behörden einjagte und er sagte: ‚Von nun an werde ich mich da raushalten.‘“ Al-Hasans jemenitischer Zeitgenosse Wahb ibn Munabbih (st. 728) soll ein eigenes „Buch über den Qadar“ (Kitāb al-Qadar) abgefasst, dies aber später bereut haben. Das Buch ist nicht erhalten.

### Entzweiungen bei den Charidschiten über die Qadar-Frage
Die Qadar-Frage wurde auch schon sehr früh unter den Charidschiten diskutiert. Die ibaditische Tradition schreibt Suhār al-ʿAbdī, einem Charidschiten des frühen 8. Jahrhunderts, ein eigenes Sendschreiben über den Qadar zu, allerdings ist nicht geklärt, ob dieses je existiert hat. Abū l-Hasan al-Aschʿarī berichtet, dass sich die charidschitische Gruppe der Sekte der ʿAdschārida, die auf ʿAbd al-Karīm ibn Adscharrad zurückgeht, über die Qadar-Frage aufspaltete. Während man in der Maimūnīya den Qadar nach Art der Muʿtazila vertraten und dem Menschen eine eigene Handlungsfähigkeit (istiṭāʿa) zusprach, lehrte man in der Schuʿaibīya, dass der Mensch nur das zu tun fähig sei, was Gott wolle. Von den zahlreichen anderen Untersekten der ʿAdschārida schlossen sich die einen (Hamzīya, Atrāfīya, Madschhūlīya, Schabībīya) der Sicht der Maimūnīya an, die anderen (Chāzimīya, Chalafīya, Baihasīya) der Sicht der Schuʿaibīya.
Bei den Ibaditen war die prädestinatianische Sicht die Mehrheitsmeinung. Von Abū ʿUbaida Muslim ibn Abī Karīma, dem Organisator des ibaditischen Netzwerks, wird die Aussage überliefert: „Wer zugibt, dass Gott von den Dingen weiß vor ihrer Existenz, der hat auch ihre Vorherbestimmung anerkannt.“ Allerdings gab es mit Hamza al-Kūfī und einem gewissen ʿAtīya zwei Gemeindemitglieder, die der Qadarīya zuneigten. Sie wurden von Abū ʿUbaida aus der Gemeinde ausgeschlossen. Außerdem gab es mit der Hārithīya eine Untersekte, die in der Qadar-Frage die gleichen Ansichten wie die Maimūnīya vertrat. Sie ist nach einem gewissen al-Hārith ibn Mazyad benannt.

### Spätere Entwicklungen in der sunnitischen Theologie
Das früheste erhaltene eigenständige Werk zum Qadar ist das Kitāb al-Qadar des Traditionariers Dschaʿfar ibn Muhammad al-Firyābī (st. 913). Es besteht aus 447 Einzelüberlieferungen über Aussagen von Muslimen der ersten drei Generationen zur Frage der Prädestination, die jeweils mit einem Isnad eingeleitet werden. So wird hier zum Beispiel dem Prophetengefährten ʿAbdallāh ibn ʿAbbās die Aussage zugeschrieben: "Wer beim Qadar die gebührenden Grenzen überschreitet, hat den Bereich des Glaubens verlassen".
Wenig später widmete Abū l-Hasan al-Aschʿarī (st. 935) das fünfte Kapitel seines Kitāb al-Lumaʿ („Buch der Schlaglichter“) der Diskussion des Qadar. Darin trug er die Auffassung vor, dass der Mensch seine Handlungen nicht selbst festlegt, sondern sie nur „erwirbt“, während Gott sie erschafft. Diejenigen, die diese Lehre ablehnten, bezeichnete er als Qadarīya. Al-Aschʿarī erklärt das gegenüber einem imaginären Qadariten mit folgenden Worten: „Weil ihr über die von euch erworbenen Handlungen behauptet, dass ihr sie festlegt und für euch festgelegt macht, und nicht Euer Schöpfer“ (anna-kum tuqaddirūna-hā wa-tafʿalūna-hā muqaddaratan la-kum dūna ḫāliqi-kum). Umgekehrt verwahrt er sich in seinem Kitāb al-Ibāna („Buch der Darlegung“) gegen die Anwendung der Qadarīya-Bezeichnung für die eigene Gruppe:

„Die Qadariten glauben, dass wir den Namen Qadar verdienen, weil wir sagen, dass Gott das Böse und den Unglauben bestimmt (qaddara) hat, und wer immer den Qadar bestätigt (yuṯbit), ist ein Qadarit, und nicht jene, die ihn nicht bestätigen. Ihnen ist zu entgegnen: Der Qadarit ist derjenige, der bestätigt, dass der Qadar sein eigener und nicht der seines Herrn ist, und dass er selbst und nicht sein Schöpfer seine Handlungen bestimmt. Das ist der richtige Sprachgebrauch…“

Sowohl al-Aschʿarī als auch Ibn Qutaiba bezeichnen diejenigen, die bekräftigen, dass der Qadar von Gott ist, als „Leute der Bekräftigung“ (ahl al-iṯbāt). Der diesbezügliche Sprachgebrauch ist in der sunnitischen Theologie allerdings nicht einheitlich, denn asch-Schahrastānī verwendete den Begriff später umgekehrt für diejenigen, die bekräftigen, dass der Qadar derjenige des Menschen ist.